# Antistia Politta
Antistia Politta († um 66 in Rom) war die Tochter des römischen Politikers und Konsuls des Jahres 55, Lucius Antistius Vetus. Sie war mit Rubellius Plautus verheiratet, einem Urenkel des Tiberius. Nero empfand Rubellius, einen nahen Verwandten, als Gefahr für seine Herrschaft und verbannte ihn 60 in die Provinz Asia. Zwei Jahre später ließ Nero ihn ermorden. Antistia trauerte verzweifelt. Sie kehrte nach Rom zurück, wo sie Nero für den Tod ihres Mannes verantwortlich machte. Zusammen mit ihrem Vater, der ebenfalls in Ungnade gefallen war, beging sie wahrscheinlich im Jahr 66 Selbstmord.